# Placea ornata
Placea ornata är en amaryllisväxtart som beskrevs av John Miers. Placea ornata ingår i släktet Placea och familjen amaryllisväxter. Inga underarter finns listade i Catalogue of Life.